# 顾也文
顾也文（1924年—），原名永昌，字云志，笔名斐也，男，原籍浙江慈溪，生于湖北武汉，中国舞蹈编导、理论家，曾任中国舞蹈家协会理事。